# 馬爾伯勒 (紐約州普查規定居民點)
馬爾伯勒（英語：Marlboro）是位於美國紐約州阿爾斯特縣的普查規定居民點。

## 人口
根據2020年美國人口普查的數據，馬爾伯勒的面積為14.57平方千米，當中陸地面積為12.91平方千米，而水域面積為1.66平方千米。當地共有人口3699人，而人口密度為每平方千米253.88人。